# Сосновий Бор (Гомельська область)
Сосно́вий Бор (біл. Сасно́вы Бор) — селище міського типу в Білорусі, у Світлогорському районі Гомельської області.

## Географія
Селище міського типу Сосновий Бор розташоване за 4 км від залізничної станції Жердь на електрифікованій лінії Жлобин — Калинковичі.

## Історія
Населений пункт утворений у 1959 році із селища торфопідприємста «Василевичі-2» (нині — торфопідприємство «Світлогорське»).